# 황춘수
황춘수(黃春秀, 1956년 1월 18일 ~ 2020년 6월 20일)는 대한민국의 영화배우, 무술가, 영화 무술감독, 영화 스턴트 무술지도 연출가이다.

## 출생과 가족 관계
경상남도 함양에서 출생한 그는 액션 무술영화배우 황정리(黃正利)의 막내 아우이다.

## 소속
- 前 한국영화배우협회 무술배우분과위원장

## 주요 작품

### 출연작
- 1974년 영화 《분노의 왼발》 - (단역 출연이자 영화배우 데뷔작)
- 1991년 영화 《따봉수사대 - 밥풀떼기 형사와 전봇대 형사》 - (영화 무술감독 데뷔작)
- 1996년 영화 《보스》 - (영화 스턴트 무술지도 연출가 데뷔작)

## 같이 보기
- 황정리
- 왕호
- 거룡